# Inachoididae
Inachoididae is een familie uit de infraorde krabben (Brachyura).

## Systematiek
De Inachoidinae was vroeger een onderfamilie van de Majidae. Daarna heeft elk van die onderfamilies de status van familie gekregen (Martin & Davis, 2001). Tegenwoordig zijn er twee onderfamilies en meerdere geslachten ingedeeld:

### Onderfamilies
- Inachoidinae Dana, 1851
- Stenorhynchinae Dana, 1851

### Geslachten
- Aepinus Rathbun, 1897
- Anasimus A. Milne-Edwards, 1880
- Arachnopsis Stimpson, 1871
- Batrachonotus Stimpson, 1871